# Trofeo Alfredo Binda - Comune di Cittiglio 2017
Il Trofeo Alfredo Binda - Comune di Cittiglio 2017, quarantaduesima edizione della corsa, valida come terza prova dell'UCI Women's World Tour 2017, si svolse il 19 marzo 2017 su un percorso di 131,3 km, con partenza da Taino e arrivo a Cittiglio, in Italia. La vittoria fu appannaggio della statunitense Coryn Rivera, la quale completò il percorso in 3h25'26", precedendo la cubana Arlenis Sierra e la danese Cecilie Uttrup Ludwig.
Sul traguardo di Cittiglio 89 cicliste, su 147 partite da Taino, portarono a termine la competizione.

## Percorso
La corsa si snodò tra i comuni varesotti di Taino e Cittiglio. Le atlete affrontarono un lungo tratto in linea che le portò alla salita di Cunardo. Qui percorsero quattro giri di circuito piccolo, al cui interno vi fu la difficoltà principale della corsa: la salita verso Orino. 

## Squadre e corridori partecipanti[2]
| N.    | Cod. | Squadra                        |
| ----- | ---- | ------------------------------ |
| 1-6   | DLT  | Boels-Dolmans Cycling Team     |
| 7-12  | WHT  | Wiggle-High5                   |
| 13-18 | WM3  | WM3 Pro Cycling Team           |
| 19-24 | SUN  | Team Sunweb                    |
| 25-30 | LPR  | Canyon-SRAM Racing             |
| 31-36 | ORS  | Orica-Scott                    |
| 37-42 | CBT  | Cervélo-Bigla Pro Cycling Team |
| 43-48 | ALE  | ALÉ-Cipollini                  |
| 49-54 | CPC  | Cylance Pro Cycling            |
| 55-60 | BPK  | BePink-Cogeas                  |
| 61-66 | HPU  | Hitec Products                 |
| 67-72 | LWW  | Lares-Waowdeals Women          |
| 73-78 | LWK  | Lensworld-Kuota                |

| N.      | Cod. | Squadra                        |
| ------- | ---- | ------------------------------ |
| 79-84   | FUT  | FDJ                            |
| 85-90   | BTC  | BTC City Ljubljana             |
| 91-96   | ASA  | Astana Women's Team            |
| 97-102  | TVB  | Team Tibco-Silicon Valley Bank |
| 103-108 | SER  | Servetto-Giusta                |
| 109-114 | MIC  | SC Michela Fanini Rox          |
| 115-120 | DRP  | Drops Cycling Team             |
| 121-126 | VAI  | Aromitalia-Vaiano              |
| 127-132 | TOG  | Top Girls Fassa Bortolo        |
| 133-138 | VAL  | Valcar-PBM                     |
| 139-144 | NLD  | Selezione Paesi Bassi          |
| 145-150 | SUI  | Selezione Svizzera             |

## Resoconto degli eventi
La fuga della prima ora è composta da Anna Trevisi, Silvia Valsecchi e Simona Frapporti; le 3 atlete vengono riprese dal gruppo nei pressi di Cunardo. Al termine del primo giro del circuito, si sgancia un duo formato da Anna Zita Maria Stricker e Lija Laizāne; esse al successivo passaggio sulla linea del traguardo, hanno una ventina di secondi di vantaggio sul gruppo delle migliori. La Stricker continua a guidare la corsa, fino al secondo transito ad Orino, ma deve poi cedere. Successivamente Jessica Allen cerca l'allungo; rimane nella parte anteriore per una ventina di chilometri di distanza. L'aumento del ritmo, verso Casalzuigno, divide il gruppo, ma esso si ricompone rapidamente. Cerca l'azione Tiffany Cromwell, ma viene ripresa sulla salita di Orino. All'inizio dell'ultimo giro, il gruppo è ancora consistente, cosa insolita in questa gara. Poco dopo, Katrin Garfoot, Shara Gillow, Alena Amjaljusik e Marianne Vos attaccano. La squadra più attiva nell'inseguimento è la Boels-Dolmans; l'azione di recupero da dietro, riesce. Nella salita successiva (ultima di giornata), prova l'attacco Annemiek van Vleuten; l'olandese viene seguita da Elisa Longo Borghini, Katarzyna Niewiadoma, Hanna Nilson, Arlenis Sierra, Alena Amjaljusik, Coryn Rivera e Katrin Garfoot. Le 8 atlete hanno vita breve, in quanto la fuga viene presto ripresa dal gruppo. Annemiek van Vleuten, Katarzyna Niewiadoma e Shara Gillow cercano un ultimo attacco in piano, ma senza successo. La corsa si decide in volata: La Sunweb ed in particolare l'olandese Ellen van Dijk conduce il gruppo verso lo sprint: l'obiettivo della van Dijk è lanciare la volata alla Coryn Rivera. Quest'ultima parte lunga, obbligando le altre a partire da lontano: solo Arnelis Sierra e Cecilie Uttrup Ludwig riescono a seguirla, creando un buco. Sul traguardo la statunitense riesce ad imporsi sulla cubana e sulla danese, che completeranno il podio.

## Ordine d'arrivo (Top 10)
| Pos. | Corridore             | Squadra       | Tempo    |
| ---- | --------------------- | ------------- | -------- |
| 1    | Coryn Rivera          | Sunweb        | 3h25'26" |
| 2    | Arlenis Sierra        | Astana        | s.t.     |
| 3    | Cecilie Uttrup Ludwig | Cervélo-Bigla | s.t.     |
| 4    | Chantal Blaak         | Boels-Dolmans | a 2"     |
| 5    | Elena Cecchini        | Canyon        | s.t.     |
| 6    | Annemiek van Vleuten  | Orica-Scott   | s.t.     |
| 7    | Eugenia Bujak         | BTC City      | s.t.     |
| 8    | Katarzyna Niewiadoma  | WM3           | s.t.     |
| 9    | Elisa Longo Borghini  | Wiggle-High5  | s.t.     |
| 10   | Ashleigh Moolman      | Cervélo-Bigla | s.t.     |